# Rhyacophila sibirica
Rhyacophila sibirica är en nattsländeart som beskrevs av Mclachlan 1879. Rhyacophila sibirica ingår i släktet Rhyacophila och familjen rovnattsländor. Inga underarter finns listade i Catalogue of Life.